# Paweł (Fokin)
Paweł, imię świeckie Paweł Semenowycz Fokin (ur. 9 stycznia 1956 w Kuczerowce) – biskup Rosyjskiego Kościoła Prawosławnego.

## Życiorys
W latach 1974–1976 odbywał służbę wojskową. W 1981 podjął pracę dyrygenta chóru dziecięcego oraz chóru nauczycieli szkoły średniej. Od 1985 mieszkał na stałe w Leningradzie, był lektorem i psalmistą w miejscowym soborze Przemienienia Pańskiego. W 1989 został przyjęty do leningradzkiego seminarium duchownego dzięki rekomendacji proboszcza parafii przysoborowej, ks. Nikołaja Gundiajewa. W 1992 ukończył seminarium i podjął naukę w Leningradzkiej Akademii Duchownej, gdzie w 1996 uzyskał tytuł kandydata nauk teologicznych za pracę poświęconą zakonowi joannitów.
21 września 1996 arcybiskup kostromski Aleksander wyświęcił go na diakona, zaś 27 września tego samego roku – na kapłana. 8 października 1996 złożył wieczyste śluby mnisze, przyjmując imię Paweł na cześć świętego mnicha Pawła Obnorskiego. Od 31 października 1996 był przełożonym Monasteru Ipatiewskiego w Kostromie. W 1997 otrzymał godność ihumena, zaś w 1998 – archimandryty. Zasiadał w radzie eparchii kostromskiej, był dziekanem parafii w mieście Kostromie, przewodniczącym sądu eparchialnego, proboszczem parafii św. Jana Teologa w Kostromie. Ponadto kierował budową cerkwi św. Eliasza w Iljinskim i wykładał w seminarium duchownym w Kostromie.
W 2003 został wyznaczony na proboszcza parafii św. Mikołaja w San Francisco, zaś w 2007 został przeniesiony do pracy duszpasterskiej w stauropigialnej parafii św. Mikołaja w Rzymie.
30 maja 2011 Święty Synod Rosyjskiego Kościoła Prawosławnego wyznaczył go na pierwszego biskupa chanty-mansyjskiego. Jego chirotonia odbyła się 12 czerwca 2011 w ławrze Troicko-Siergijewskiej, z udziałem konsekratorów: patriarchy moskiewskiego i całej Rusi Cyryla, metropolitów krutickiego i kołomieńskiego Juwenaliusza, sarańskiego i mordowskiego Warsonofiusza, astańskiego i kazachstańskiego Aleksandra, arcybiskupów twerskiego i kaszyńskiego Wiktora, istrińskiego Arseniusza, tobolskiego i tiumeńskiego Dymitra, wieriejskiego Eugeniusza, jarosławskiego i rostowskiego Cyryla, siergijewo-posadskiego Teognosta, biskupów zarajskiego Merkuriusza, sołnecznogorskiego Sergiusza oraz jejskiego Germana.
1 lutego 2015 otrzymał godność metropolity.
Od 2019 r. dodatkowo pełnił obowiązki ordynariusza eparchii filipińsko-wietnamskiej (w Patriarszym Egzarchacie w Azji Południowo-Wschodniej), a następnie (jeszcze w tym samym roku) został ordynariuszem tej administratury, z tytułem metropolity manilskiego i hanojskiego.